# Chéli Sauvé-Castonguay
 (décembre 2017).
Si vous disposez d'ouvrages ou d'articles de référence ou si vous connaissez des sites web de qualité traitant du thème abordé ici, merci de compléter l'article en donnant les références utiles à sa vérifiabilité et en les liant à la section « Notes et références ».
Chéli Sauvé-Castonguay (né le 23 juin 1980 à Ottawa en Ontario) est une animatrice de série ou d'émission télévisée et VJ à la chaîne québécoise MusiquePlus. Elle a animé le KARV l'anti-gala 2010 en compagnie de Yan England ainsi que Big Brother Québec. Elle pose pour le Summum Magazine en 2008. Elle a gagné le trophée KARV, "Je paierais cher pour assister à leur première « date »" en 2009. En août 2021, Chéli se joindra à l'équipe du matin à Radio Énergie 104,1 (CKTF-FM) Gatineau-Ottawa. Elle y rejoindra Phil Denis et Phil Brown. Ils animeront en effet le Boost, l’émission matinale.

## À la télévision

### Capsule
- 3-4 (MusiquePlus)

### Télévision
- Palmarès
- KARV l'anti-gala (2010)
- Big Brother (Québec)
- Univers MusiquePlus
- Personnalité MusiquePlus/NRJ 2011
- Mixmania 2 (mentor)
- Top Musique (MusiquePlus)
- Ça commence bien! (2014) (V Télé)